# Platynectes njai
Platynectes njai är en skalbaggsart som beskrevs av Michel Brancucci 2008. Platynectes njai ingår i släktet Platynectes och familjen dykare. Inga underarter finns listade i Catalogue of Life.